# 羅漢寺牌坊
羅漢寺牌坊位於重慶市榮昌縣清升鎮羅漢村，文物遺址年代為明代，2009年12月15日列為第二批重慶市文物保護單位。